# أولكسندر تكاشينكو (لاعب كرة قدم)
أولكسندر تكاشينكو (بالأوكرانية: Ткаченко Олександр Ігорович) هو لاعب كرة قدم أوكراني في مركز حراسة المرمى، ولد في 19 فبراير 1993 في Ukrainka, Kyiv Oblast ‏ في أوكرانيا. شارك مع منتخب أوكرانيا تحت 18 سنة لكرة القدم ومنتخب أوكرانيا تحت 19 سنة لكرة القدم ومنتخب أوكرانيا تحت 21 سنة لكرة القدم. أما مع النوادي، فقد لعب مع دينامو كييف ونادي فورسكلا بولتافا.

## وصلات خارجية
- أولكسندر تكاشينكو على موقع الاتحاد الأوربي (الإنجليزية)
- أولكسندر تكاشينكو على موقع اتحاد أوكرانيا (الإنجليزية)
- أولكسندر تكاشينكو على موقع قاعدة بيانات كرة القدم.إي يو (الإنجليزية)
- أولكسندر تكاشينكو على موقع Soccerway.com (الإنجليزية)
- أولكسندر تكاشينكو على موقع عالم كرة القدم.نت (الإنجليزية)